# Samantha Murray (aktorka)
Samatha Murray – australijska aktorka telewizyjna i filmowa. 

## Kariera
Je pierwszą rolą był występ w serialu telewizyjnym A Country Practice. Na dużym ekranie zadebiutowała także w 1993 roku, w komedii romantycznej Krok w dorosłość, grając u boku Russella Crowe..
W 2008 roku wystąpiła w popularnym dramacie komediowym Święty dym, w obsadzie z Kate Winslet i Harveyem Keitelem.
Zagrała główne role w filmach: Little Man, My Shout.
Zagrała gościnne role, w popularnych na całym świecie serialach: MDA i A Country Practice.

## Filmografia
Filmy 
- 1993: Krok w dorosłość, (Love in Limbo) jako Maisie
- 1998: All the Way jako Robyn Bobin
- 1999: Święty dym, (Holy Smoke) jako Prue
- 2004: Little Man jako Annie
- 2007: My Shout jako Kate
- 2009: 3 Acts of Murder jako Mollie
- 2013: Summer Suit jako matka Sandry

 Seriale 
- 1993: A Country Practice - 2 odcinki, jako Cindy Glover
- 2002: MDA - 1 odcinek, jako Jill Marshall